# Parasiten-Mörder
Parasiten-Mörder ist ein kanadischer Spielfilm von David Cronenberg aus dem Jahr 1975. Der Film ist dem Genre des Horrorfilms zuzuordnen. Parasiten-Mörder war Cronenbergs erster kommerzieller Erfolg.
In seinem Aufbau und der Einheit von Raum und Zeit hat der Film starke Ähnlichkeiten mit George A. Romeros Dawn of the Dead von 1978.

## Handlung
In einem hochmodernen Apartmentkomplex ermordet der Wissenschaftler Dr. Emil Hobbes eine junge Frau, kippt Säure in ihre Bauchhöhle und bringt sich anschließend selbst um. Der Mann hat mit Parasiten experimentiert, die defekte Organe ersetzen und so Transplantationen überflüssig machen sollten. Doch das Experiment geriet außer Kontrolle: Die Parasiten steigerten den Sexualtrieb ihrer Wirte, um so schneller in Kontakt zu neuen Wirten zu kommen.
Der Arzt Roger St. Luc versucht vergeblich, die Ausbreitung der Parasiten zu verhindern. Es kommt zu orgiastischen Ausschweifungen unter den Bewohnern. Schließlich verlassen die Bewohner und mit ihnen die Parasiten den Apartment-Komplex.

## Kontroverse
Der Film war zu seiner Zeit der kommerziell erfolgreichste Film Kanadas. Er wurde zum Teil mit Geldern des National Film Board of Canada finanziert. Der rechts-konservative kanadische Journalist Robert Fulford griff den Film im kanadischen Printmagazin Saturday Night unter der Überschrift „You Should Know How Bad This Movie Is, You Paid For It“ (Sie müssen wissen, wie schlecht dieser Film ist, Sie haben ihn bezahlt) heftig an. Auch das kanadische Parlament beschäftigte sich mit dem sozialen und künstlerischen Wert des Films. Diese Debatte erschwerte Cronenberg nicht nur die Finanzierung seiner späteren Filme, sondern zwang ihn auch, auf Drängen seiner Vermieterin, die Mitglied einer antipornographischen Gruppe war, Anfang 1977 aus seinem Apartment in Toronto auszuziehen.

## Trivia
Susan Petrie konnte nicht auf Anhieb weinen. Deshalb arbeitete Cronenberg mit Zwiebeln. Die Aufnahmen misslangen aber, und da Cronenberg keine Zwiebeln mehr hatte, erlaubte sie ihm, sie ins Gesicht zu schlagen. Nachdem das Gesicht von all den Wiederholungen taub war, musste er sich mit Einstellungen zufriedengeben, die ihm eigentlich nicht gefielen.
Nach Aussage von Lynn Lowry war die Schulter, in die sie mit der Gabel gestochen hat, die von David Cronenberg. Er hatte zum Schutz eine Matte unter seinem T-Shirt, die sie aber verfehlte.

## Erstaufführungen
- Kanada 10. Oktober 1975
- Österreich im September 1976
- Deutschland 2. September 1976

## DVD-Veröffentlichungen in Deutschland
- Shivers – Der Parasitenmörder; (Splendid Film/WVG); VÖ: 14. Oktober 2002, FSK:18
- David Cronenberg Cult Box („Shivers“ & „Rabid“); (Splendid Film/WVG); VÖ: 22. September 2008, FSK:18
- Shivers – Der Parasitenmörder; (Splendid Film/WVG); VÖ: 25. September 2009, FSK:16 (Neuprüfung)